# Vallorbe
Vallorbe ist eine politische Gemeinde im Distrikt Jura-Nord vaudois des Kantons Waadt in der Schweiz.

## Geographie

Luftbild von Walter Mittelholzer (1931)

Vallorbe liegt auf 750 m ü. M., 12 km westlich von Orbe und 21 km südwestlich der Bezirkshauptstadt Yverdon-les-Bains (Luftlinie). Die Industriegemeinde erstreckt sich in einem Talkessel der Orbe, im Waadtländer Jura, zwischen den Höhen von Dent de Vaulion im Süden und Mont d’Or im Norden, unmittelbar an der Grenze zu Frankreich.
Die Fläche des 23,2 km² grossen Gemeindegebiets umfasst einen Abschnitt des Waadtländer Juras. Das Gebiet wird von Westen nach Osten von der Orbe durchflossen, die in einer Karstquelle am Fuss eines Felsenkessels entspringt. Ihr Wasser bezieht sie aus den unterirdischen Abflüssen der Seen Lac de Joux und Lac Brenet. Im Bereich von Vallorbe weist die Orbe eine bis zu 500 m breite flache Talniederung auf. Östlich des Ortes ist sie im Lac des Rosiers aufgestaut und nimmt von links die Jougnena auf, welche die nordöstliche Grenze bildet. Unterhalb des Stausees fällt der Fluss wieder in ein tiefes Kerbtal. Die Talweitung von Vallorbe wird von steilen, dicht bewaldeten und teilweise felsigen Hängen flankiert. Im Süden reicht das Gebiet auf die Dent de Vaulion (mit 1483 m ü. M. der höchste Punkt von Vallorbe) und auf die östliche Fortsetzung dieses Kamms (Sur Grati), im Norden fast bis auf den Mont d’Or (bis 1400 m ü. M.) Nach Westen erstreckt sich der Gemeindeboden in das stark reliefierte Gebiet im Bereich des Col du Mont d’Orzeires, dem Passübergang in das Vallée de Joux. Von der Gemeindefläche entfielen 1997 8 % auf Siedlungen, 68 % auf Wald und Gehölze, 22 % auf Landwirtschaft, und etwas weniger als 2 % war unproduktives Land.
Zu Vallorbe gehören der Weiler Le Day (787 m ü. M.) auf einem Geländevorsprung südlich des Lac des Rosiers, die neuere Wohnsiedlung Les Grands Marais am unteren Hang des Mont d’Or nordöstlich des Ortes sowie einige Einzelhöfe. Nachbargemeinden von Vallorbe sind Ballaigues, Les Clées, Premier, Vaulion, L’Abbaye und Le Lieu im Kanton Waadt sowie Rochejean, Longevilles-Mont-d’Or und Jougne im angrenzenden Frankreich.

## Bevölkerung
| Jahr | Einwohner | Jahr | Einwohner |
| ---- | --------- | ---- | --------- |
| 1703 | 925       | 1970 | 4028      |
| 1850 | 1491      | 1980 | 3375      |
| 1900 | 3279      | 1990 | 3271      |
| 1920 | 4621      | 2000 | 3247      |
| 1941 | 3592      | 2010 | 3312      |
| 1950 | 3896      | 2020 | 3863      |
| 1960 | 3990      |      |           |

Mit 4097 Einwohnern (Stand 31. Dezember 2023) gehört Vallorbe zu den mittelgrossen Gemeinden des Kantons Waadt. Von den Bewohnern sind 85,5 % französischsprachig, 3,5 % italienischsprachig, und 2,4 % sprechen Albanisch (Stand 2000). Mit der Industrialisierung stieg die Bevölkerungszahl von Vallorbe stark an und erreichte 1920 mit 4621 Einwohnern einen Höchststand. Im Lauf des 20. Jahrhunderts schwankte die Einwohnerzahl stark und war von den Wirtschaftskrisen abhängig. Allein zwischen 1970 und 1980 nahm die Bevölkerung von Vallorbe um 16 % ab.

## Wirtschaft
Seit dem Mittelalter entwickelte sich Vallorbe zu einem bedeutenden Standort der Eisenindustrie. Der erste Eisenschmelzofen wurde bereits 1285 bei La Dernier nahe der Quelle der Orbe auf Veranlassung des Priors von Romainmôtier gegründet. 1485 kam eine Hammerschmiede dazu, und in der ersten Hälfte des 16. Jahrhunderts wurden die ersten Hochöfen in Betrieb genommen. Im 18. Jahrhundert gab es auf dem Boden von Vallorbe entlang der Orbe etwa 20 eisenverarbeitende Betriebe, in denen hauptsächlich Werkzeuge, Nägel und Feilen hergestellt wurden. Die Erzvorkommen wurden im Bereich des Mont d’Orzeires ausgebeutet. Die Holzkohle, die für den Betrieb der Schmelzöfen benötigt wurde, stammte aus dem Vallée de Joux, insbesondere aus Les Charbonnières. Als Rohstofflieferant dienten die weiten Wälder des Risoux.
Die eigentliche Industrialisierung von Vallorbe setzte zu Beginn des 19. Jahrhunderts mit der Gründung einer Werkzeugfabrik (1812) ein. In der Folgezeit diversifizierte sich die Industrie allmählich. Neu kamen eine Zementfabrik (1870–1933), eine Chlorfabrik (bis 1972), die weltführenden Präzisionsfeilenhersteller Usines Métallurgiques de Vallorbe (seit 1899) und eine Fabrik, die Kunststoffartikel für die Industrie produziert, hinzu. Durch die Wirtschaftskrisen der 1930er- und 1970er-Jahre wurde Vallorbe schwer getroffen, was sich jeweils auch massiv auf die Bevölkerungszahl auswirkte. Zahlreiche Betriebe mussten geschlossen werden.
Heute haben neben der Metallverarbeitung (insbesondere Herstellung von Spezialfeilen) auch der Maschinenbau, die Feinmechanik sowie die Fertigung von Elektronikelementen, Angelgeräten und Miniatursägen eine wichtige Bedeutung. In La Dernier gibt es ein Kraftwerk. Vallorbe gilt auch als Handels- und Bankzentrum und weist zahlreiche Grenzgänger aus Frankreich auf.

### Tourismus
Erst in letzter Zeit konzentriert sich Vallorbe vermehrt auch auf den Tourismus. Die bedeutendste Touristenattraktion auf dem Gemeindegebiet ist die Grotte de l’Orbe, eine seit 1974 der Öffentlichkeit zugänglich gemachte Höhle mit Höhlenrundweg und Mineralienausstellung im Bereich der Orbequelle. Auch die Museen ziehen Touristen an, und die umliegenden Jurahöhen eignen sich für Sommerwanderungen. Am Mont d’Or kann auf der französischen Seite Wintersport betrieben werden.

## Verkehr

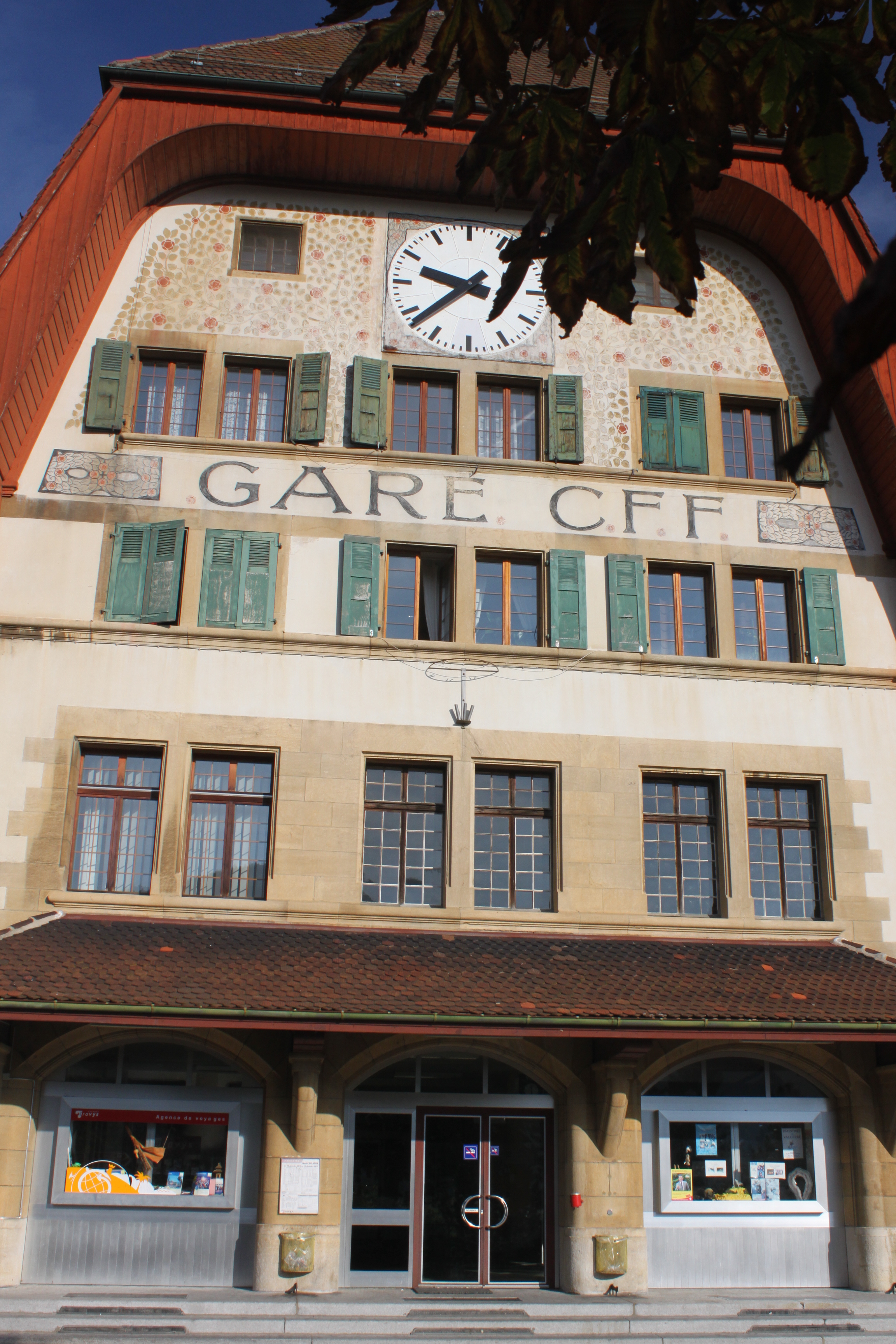
Der internationale Bahnhof Vallorbe ist ein Kulturgut von nationaler Bedeutung.

Die Gemeinde ist verkehrstechnisch gut erschlossen. Sie liegt an der Hauptstrasse 9 von Lausanne zur französischen Grenze in Richtung Pontarlier, eine Strasse zweigt in das Vallée de Joux ab. Früher führte die Hauptstrasse von Lausanne zum Col de Jougne durch Vallorbe. Mit der Eröffnung der Autobahn und Autostrasse A9 im Jahr 1989 bis kurz vor die französische Grenze wird Vallorbe heute vom Transitverkehr auf dieser Achse links liegen gelassen, erhielt gleichzeitig aber einen schnellen Anschluss ins Schweizer Mittelland.
Der Bahnhof Vallorbe ist ein Eisenbahnknotenpunkt und wichtiger Grenzbahnhof. Die erste Bahnlinie erreichte die Industriegemeinde am 1. Juli 1870 mit der Eröffnung des Abschnitts Cossonay–Vallorbe der Strecke Lausanne–Vallorbe. 1875 wurde die Fortsetzung der Linie nach Pontarlier eingeweiht, die heute stillgelegt ist. Am 31. Oktober 1886 wurde schliesslich die Bahnlinie von Vallorbe nach Le Pont im Vallée de Joux in Betrieb genommen. Bis 1915 blieb Vallorbe ein Kopfbahnhof, danach wurde durch den 6096 m langen Tunnel du Mont d’Or eine Verbindung mit der Strecke nach Frankreich geschaffen, die einen niedrigeren Scheitelpunkt besitzt als die Linie nach Pontarlier. Diese Linie bildete fortan eine wichtige internationale Bahnverbindung von Paris nach Lausanne und weiter nach Italien. Ein Teil der Strecke nach Pontarlier wurde während des Zweiten Weltkriegs abgebaut. Ein kleines Stück der ehemaligen Strecke bei Les Hôpiteaux-Neufs (Frankreich) wurde für den Museumsbetrieb wieder aufgebaut (Le Coni’Fer).
Für die Feinverteilung im öffentlichen Verkehr sorgen die Autobuslinien von Vallorbe nach Orbe sowie eine Direktverbindung über die Autobahn nach Yverdon-les-Bains.

## Kultur, Bildung und Sport
Vallorbe verfügt seit 1908 über ein Casino mit Musik- und Theatersaal, seit 1984 über ein grosses Schul- und Sportzentrum sowie im Winterhalbjahr über eine Kunsteisbahn. Eine neue Festhalle wurde 1987 eröffnet. Ferner gibt es im Ort seit 1980 ein Eisenmuseum und seit 1990 ein Eisenbahnmuseum. Das Fort von Vallorbe (Fort de Pré-Giroud), bestehend aus Befestigungsanlagen aus dem Zweiten Weltkrieg, ist seit 1988 auch für die Öffentlichkeit zugänglich.
Am 19. Juni 2009 war Vallorbe mit einer Bergankunft Zielort der siebten Etappe der Tour de Suisse 2009.

## Geschichte

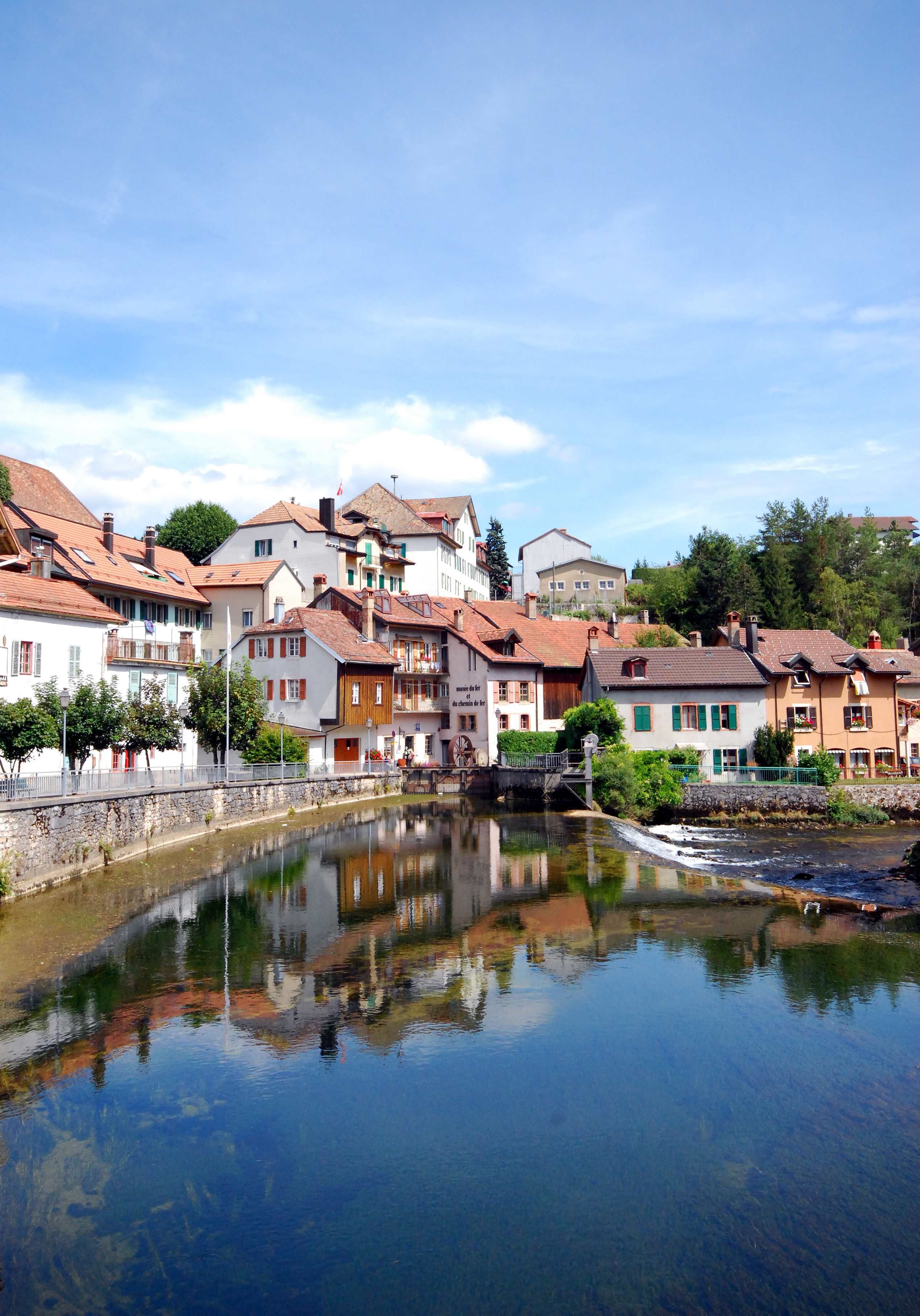
Eisen- und Eisenbahnmuseum

Das Tal von Vallorbe wurde vermutlich um 1100 von Mönchen aus dem Kloster Romainmôtier gerodet und urbar gemacht. Erstmals wird der Ort 1139 in einer Urkunde von Papst Innozenz II. unter dem Namen de valle urbanensi erwähnt. 1148 erschien die Bezeichnung Valle Orbe, 1228 Valorbes, und noch 1837 wurde oft die Schreibweise Valorbe verwendet.
Um 1139 wurde in Vallorbe ein Tochterpriorat von Romainmôtier gegründet; das gesamte Tal gehörte dem Kloster. Die weitere Entwicklung des Ortes war durch die Eisenverhüttung geprägt. Mit der Eroberung der Waadt durch Bern im Jahr 1536 kam Vallorbe unter die Verwaltung der Landvogtei Romainmôtier und bildete darin einen eigenen Gerichtshof. Nach dem Zusammenbruch des Ancien Régime gehörte das Dorf von 1798 bis 1803 während der Helvetik zum Kanton Léman, der anschliessend mit der Inkraftsetzung der Mediationsverfassung im Kanton Waadt aufging. 1798 wurde es dem Bezirk Orbe zugeteilt. Im Jahr 1883 wurde ein Teil von Vallorbe durch einen Grossbrand schwer in Mitleidenschaft gezogen.

## Sehenswürdigkeiten
Die reformierte Pfarrkirche wurde 1712 erbaut, daneben steht ein Pfarrhaus aus dem Spätmittelalter. 1890 wurde die katholische Kapelle errichtet; ein weiteres Gotteshaus stammt von 1976. Ausser dem alten Ortskern an der Orbe weist Vallorbe ein städtisches Gepräge mit zahlreichen Mietshäusern und Industrieanlagen auf. Ein beliebtes Fotosujet ist die 1870 in Betrieb genommene Eisenbahnbrücke Viadukt von Le Day über den Stausee Lac des Rosiers. Der Brunnen von Sankt Pankraz, seit dem 12. Jahrhundert bestehend aber verwahrlost, wurde 2003 restauriert.
Weitere Touristenattraktionen in der näheren Umgebung sind die Grotten von Vallorbe (franz. Grottes de l’Orbe), die Source de l’Orbe und der Juraparc beim Chalet du Mont d’Orzeires (mit Bären, Wölfen und Bisons). Sehenswert ist ebenfalls das Musée de Fer, in welchem die Geschichte der Eisenverarbeitung sowie der Eisenbahn in Vallorbe dokumentiert ist. Unter der Bezeichnung Fort de Pré-Giroud 39-45 wurde ein Artilleriewerk der Schweizer Armee aus dem Zweiten Weltkrieg als Museum eingerichtet. Diese Stellung war auf den Col de Jougne ausgerichtet, von dem ein potentieller Angriff der deutschen Wehrmacht befürchtet wurde.

## Persönlichkeiten
Vallorbe ist der Geburtsort des international erfolgreichen Dirigenten Marcello Viotti (1954–2005). Der Schriftsteller Benjamin Vallotton (1877–1962) wurde 1958 Ehrenbürger. Der französische General und Politiker Philippe Pétain stellte sich am Bahnhof nach seiner Flucht in die Schweiz am 26. April 1945 den französischen Behörden.